# Nougatcreme

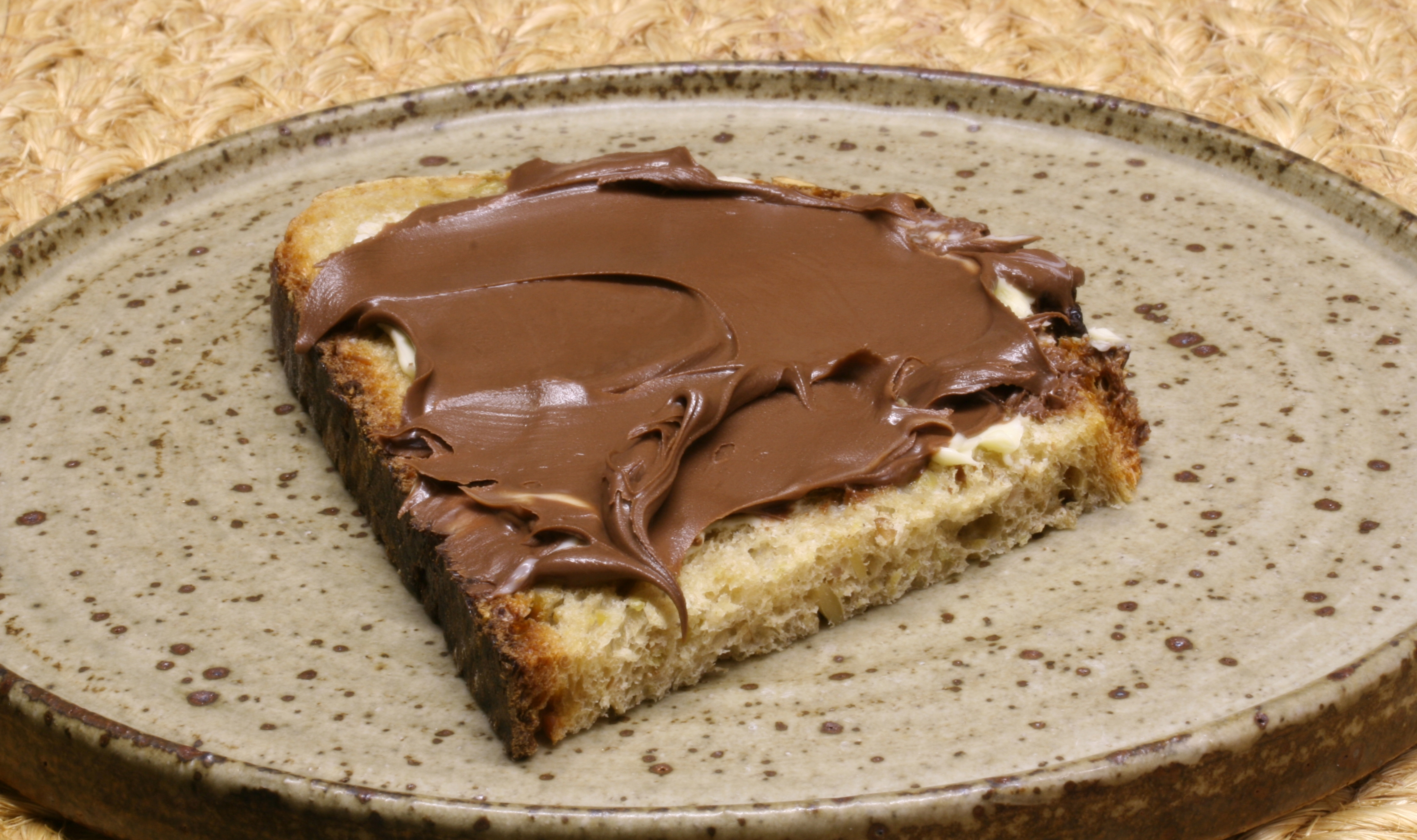
Brot mit Nuss-Nougat-Creme

Nougatcreme ist ein süßer Brotaufstrich aus Zucker, Pflanzenfett, gemahlenen Haselnüssen oder Mandeln und Bestandteilen der Kakaobohne. In ihrer Zusammensetzung entspricht sie weitgehend dem Nougat, nur mit dem Unterschied, dass sie zugesetztes Pflanzenfett enthält und dadurch streichfähiger wird. Je nach verwendeter Ölsaat ist die Bezeichnung Nuss-Nougat-Creme oder Mandel-Nougat-Creme üblich.

## Zusammensetzung
Es gibt eine Vielzahl an Produkten, die sich in Nuss-, Kakao- und Zuckergehalt zum Teil stark unterscheiden. Nach den Leitsätzen für Ölsamen und daraus hergestellte Massen und Süßwaren des Deutschen Lebensmittelbuchs enthält Nougatcreme (dort in der Schreibweise „Nugatkrem“) höchstens 67 % Zucker und mindestens 10 % enthäutete Haselnüsse oder blanchierte oder geschälte Mandeln oder auch entbitterte Bittermandeln, die bei Nougat unzulässig sind. Der Zusatz von geringen Mengen Lecithin, Aromen, Milch- und Molkenpulver sowie Sojamehl ist erlaubt. Auf dem Lebensmittelmarkt sind jedoch durchaus Cremes mit Nussanteilen von über 40 % erhältlich.
Bemerkenswert ist der Inhalt an Palmöl, Palmkernöl etc.; der Zucker kann ganz oder anteilig durch HFCS ersetzt sein. Das Öl aus den Samen des Salbaumes kommt ebenfalls vor.

## Ausgewählte Marken
- Alnatura Schoko-Nuss-Creme, 45 % Haselnüsse[2]
- Belmandel, Nusspli (Zentis); Nusspli: etwa 13 % Haselnüsse und ein geringer Anteil Mandeln[3]
- Bio Cocoba (Gepa; Fairtrade-Siegel und europäisches Bio-Siegel)
- Bio Gourmet Nuss Nougat Creme, 33 % Haselnüsse
- Bio Nougatcreme (Ja! Natürlich), 17 % Haselnüsse, palmölfrei
- Crema Nocciola (Lindt & Sprüngli, Italien), 45 % Haselnüsse
- Choco nussa (Lidl)
- Çokokrem (Ülker, Türkei)
- Cremino (Penny)
- dmBio, 50 % Haselnüsse, vegan, UTZ-zertifiziert und europäisches Bio-Siegel
- Hasella (Coop)
- Linolada (Kroatien)
- Merenda (Griechenland)
- Nocilla (Spanien)
- Nudossi (ursprünglich eine DDR-Marke, seit 1999 wieder hergestellt), heute 36 % Haselnüsse
- Nugeta (Orion, Tschechoslowakei, heute Tschechische Republik), 31 % Erdnüsse

- Nulacta (Norma)

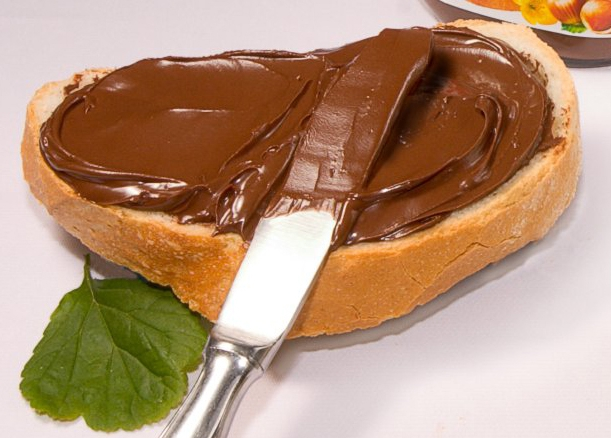
Nougatcreme als Aufstrich auf einem halben Brötchen

- Nussetti (Plus/Netto Marken-Discount)
- Nusskati (Aldi-Nord),[4] 13 % Haselnüsse
- Nusstella (Coop eG)
- Nutella (Ferrero), 13 % Haselnüsse
- Nutoka (Wilhelm Reuss, ALDI-Süd/Hofer KG),[5] 13 % Haselnüsse
- Samba (Rapunzel), Bioprodukt, 45 % Haselnüsse[6]
- Sarelle (Türkei), 45 % Haselnüsse, ohne Palmöl, wahlweise mit und ohne Kakao

1 Gewichtsprozent